# Edmund Landau
Edmund Georg Hermann (Yehezkel) Landau (14. února 1877 – 19. února 1938) byl německý matematik, autor více než 250 článků týkajících se teorie čísel.

## Život
Landau se narodil v Berlíně do bohaté židovské rodiny. Jeho otec Leopold byl gynekolog, matka Johanna Jacoby pocházela ze známé německé bankéřské rodiny. Landau studoval matematiku na berlínské Humboldtově univerzitě. Doktorát získal v roce 1899 a v roce 1901 se na univerzitě habilitoval.
Od roku 1899 do roku 1909 Landau v Berlíně vyučoval a od roku 1909 do roku 1933, kdy ho vyhnali nacisté, též držel křeslo na univerzitě v Göttingenu. Od té doby přednášel pouze mimo Německo.

## Vědecká práce
V roce 1909 Landau podal o mnoho jednodušší důkaz prvočíselné věty, než byl do té doby znám. V díle Handbuch der Lehre von der Verteilung der Primzahlen, či jednoduše Handbuch, podal systematické pojednání o analytické teorii čísel. Taktéž přispěl některými důležitými výsledky ke komplexní analýze.
G. H. Hardy napsal, že nikdo nebyl do matematiky zaujat vášnivěji než právě Landau. To je jasně rozpoznatelné na jeho malé knize o axiomatických základech analýzy a dvou velmi důležitých knihách o teorii čísel.